# Артур Кохановскі
Артур Кохановскі (нім. Artur Kochanowski; 28 листопада 1872, Бромберг — 3 лютого 1945, Ельбінг) — німецький військовий чиновник, генерал-інтендант вермахту (1 січня 1936).

## Нагороди
- Столітня медаль (22 березня 1897)
- Медаль «За вислугу років у ландвері» (Пруссія)
  - 2-го класу (1904)
  - 1-го класу (1911)
- Орден Червоного орла 4-го класу з мечами (1906)
- Медаль «За кампанію в Південно-Західній Африці»
- Орден «За військові заслуги» (Баварія) 4-го класу з короною (1911)
- Колоніальна медаль
- Залізний хрест 2-го і 1-го класу
- Колоніальний знак
- Почесний хрест ветерана війни з мечами
- Медаль «За вислугу років у Вермахті» 4-го, 3-го, 2-го і 1-го класу (25 років; 2 жовтня 1936) — отримав 4 нагороди одночасно.